# Arbeiterbörse
Arbeiterbörsen (im französischen auch bourses du travail) bilden im revolutionären Syndikalismus den Mittelpunkt der gewerkschaftlichen Arbeit. Zuerst nur als Arbeitsvermittlungsstelle seitens der Arbeiter gedacht, entwickelte sich die Arbeiterbörse zu einer vielseitigen Kampforganisation der revolutionären Arbeiterschaft. Einzelne syndikalistische Teilgewerkschaften einer bestimmten regionalen Ebene schließen sich nach dem wesentlichen Prinzip des Föderalismus zu einer Arbeiterbörse zusammen.

## Organisationsprinzip

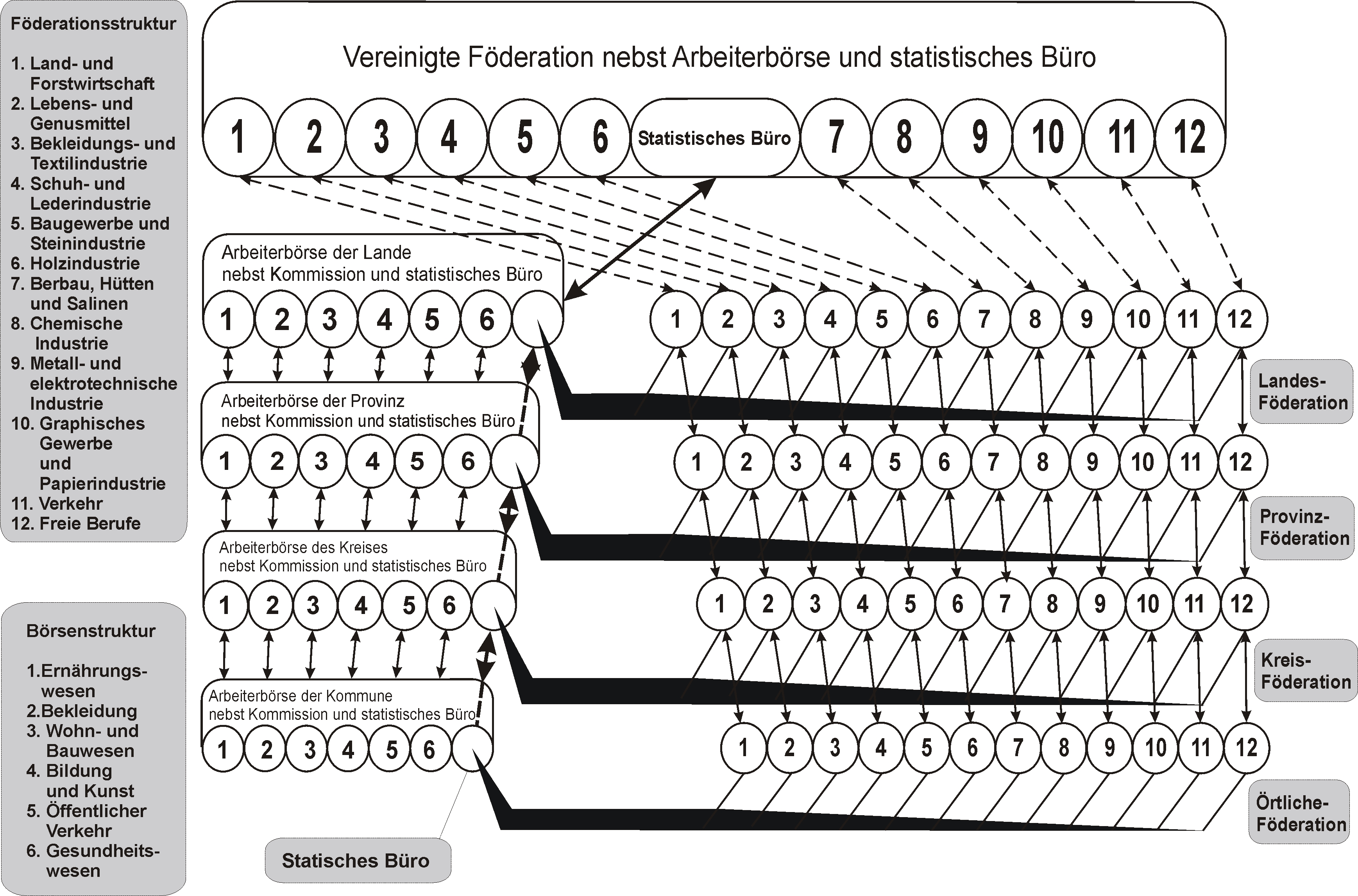
Organisationsstruktur

Arbeiter, gleichgültig welchen Berufes, sollten sich in den örtlichen Gewerkschaften organisieren. Diese wiederum sollten sich zusammen zu einer Arbeiterbörse zusammenschließen, die auf eine gewisse Region beschränkt ist. Aus diesen regionalen Arbeiterbörsen sollte sich dann eine Landesföderation bilden.
Da Arbeiterbörsen das Gegenstück zum Staate bilden sollten und das Ziel hatten, die Arbeiterschaft von jeglichen Autoritäten zu befreien, musste sich diese Intention auch in der Organisation selbst wiederfinden: Arbeiterbörsen waren keine Zentralinstanz. Es sollte keine Autoritäten geben und wichtige Entscheidungen sollten im Konsens der Mitglieder getroffen werden.
Geleitet werden sollte die Arbeiterbörse von einer Gruppe, die sich aus einer gleichen Anzahl Mitglieder der jeweiligen Syndikate bilden würde. Wichtige Entscheidungen würden in der Delegiertenversammlung und in Unterkommissionen getroffen.
Neben den Arbeiterbörsen, die einen lokalen Zusammenschluss darstellen, sollte sich jeder Arbeiter noch in seinem jeweiligen Industrieverband organisieren. Dieser ist ein Zusammenschluss aller Berufszweige.

## Aufgaben und Ziele der Arbeiterbörse
Arbeiterbörsen hatten folgende Aufgaben und Ziele:
- Verbesserung der ökonomischen Lage der Arbeiter, also der Kampf für bessere Lohn- und Arbeitsbedingungen
- Werbung für den Syndikalismus und dessen Ideen
- Streikorganisierung
- Bildung und Erziehung nach den Prinzipien des Syndikalismus
- Solidarität der Arbeiter untereinander und mit allen dem Syndikalismus nahestehenden Bewegungen
- Alle notwendigen Maßnahmen zur Durchführung einer sozialen Revolution treffen[5]

### Im Falle einer Revolution
Würde es nun zu einer Revolution kommen, so würde der Arbeiterbörse die Aufgabe zukommen, die Wirtschaft abseits von Zentralinstanzen zu planen und sowohl den Konsum als auch die Produktion in Zusammenarbeit mit den Industrieverbänden zu regeln. Grundlage hierfür müsste sein, dass sich die überwiegende Mehrheit in anarchosyndikalistischen Gewerkschaften organisiert.
Die lokalen Arbeiterbörsen würden den Konsumbedarf der lokalen Bevölkerung feststellen und die Verwaltung der Gemeinde übernehmen. Den Bedarf würde sie weiter an die Landesföderation geben, die dann den gesamten Konsumbedarf ermitteln würde. Der Industrieverband würde die Produktion übernehmen. Industrieverband und Arbeiterbörse würden gemeinsam die Wirtschaft leiten und planen.
Somit wäre die Arbeiterbörse eine Institution, die die Wirtschaft allein aus der Hand der Gewerkschaften und somit der Arbeiter organisiert. Das Konzept steht im Gegensatz zum Zentralismus und der Verstaatlichung.

## Geschichte der Arbeiterbörsen

### Historischer Kontext
Zur Zeit der Französischen Revolution 1789 wurden vor allem die Bauern und das Bürgertum durch die gesellschaftlichen Veränderungen zufriedengestellt. Zwar wurde das Zunftwesen abgeschafft, aber die wirtschaftliche Lage der Arbeiter blieb schlecht und faktisch waren sie immer noch von den Arbeitgebern abhängig. Es bildeten sich Arbeiterorganisationen zur Verbesserung ihrer Lage. Trotz staatlicher Repressionen durch das Gesetz „Le Chapelier“ nahm die Zahl der organisierten Arbeiter zu. In den 80er Jahren des 19. Jahrhunderts kam es zu einem Mitgliederzulauf zu den französischen Gewerkschaften. Gründe dafür waren unter anderem die Aufhebung des Gesetzes „Le Chapelier“ sowie die Enttäuschung durch den politischen Sozialismus, der die Hoffnungen auf große soziale Veränderungen durch politische Parteien dämpfte.

### Die „Bourses du Travail“ und die „Fédération des Bourses du Travail“
Bereits im 18. Jahrhundert gab es erste Ideen zur Einrichtung von Arbeiterbörsen. Die erste bildete sich jedoch erst 1886 in Paris. Sie stellten ein Gegenstück zu den auf einen Berufszweig beschränkten Syndikaten und ermöglichten einen Zusammenschluss der Arbeiter in ihrer Gemeinde oder Ortschaft. Aufgaben der Arbeiterbörsen waren:
1. Arbeitslosenhilfe und Arbeitsvermittlung (daher auch der Name Börse)
2. Bildung der Arbeiterschaft
3. Propaganda
4. Organisation von Streiks sowie Widerstand gegen Repressionen des Staates

Bis 1900 stieg ihre Anzahl auf 57 in ganz Frankreich an. 1892 konstituierten sich insgesamt 14 Arbeiterbörsen zur „Fédération des Bourses du Travail“, der landesweite Zusammenschluss der Arbeiterbörsen. 1895 wurde der Syndikalist Fernand Pelloutier Generalsekretär der Föderation der Arbeiterbörsen. Er beeinflusste das Konzept der Arbeiterbörsen maßgeblich.

### Die Gründung der Confédération générale du travail (kurz: CGT)
1895 wurde der eigenständige Gewerkschaftsbund CGT gegründet. Das Ziel war es, die „Fédération des Syndicates“, in denen die Gewerkschaften auf einen Berufszweig begrenzt waren, und die „Fédération des Bourses du Travail“ zu vereinigen. Aufgrund von harten Auseinandersetzungen um die gemeinsame Richtung kam es erst 1902 auf dem Kongress von Montpellier zu einer endgültigen Einigung. Die Mitglieder der Arbeiterbörsen vertraten dabei in ihrer Mehrzahl die Position, Veränderungen mit einer wirtschaftlichen Revolution anstatt von politischen Reformen zu verwirklichen. Die Mehrheit der revolutionären Stimmen verlieh somit der CGT einen radikalen Charakter. Beide Föderationen wurden eigenständige Sektionen des Gewerkschaftsbundes.

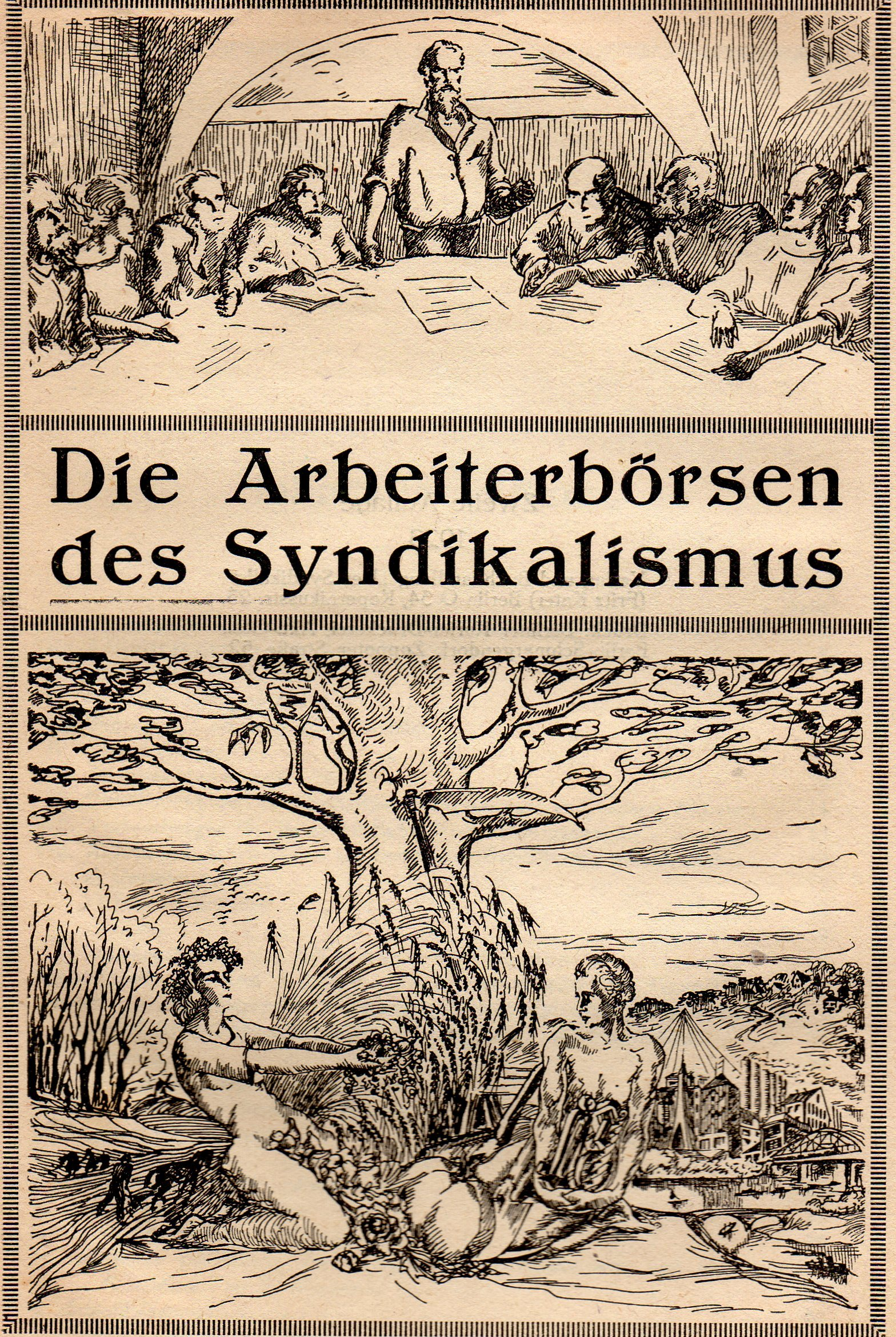
Originaltitelbildaufnahme des 1923 erschienenen Buches „Das ist Syndikalismus“ – Die Arbeiterbörsen des Syndikalismus der FAU-Bremen

### Der Untergang der Arbeiterbörsen in Frankreich
Seit ihrer Gründung befand sich die CGT in einem Streit um ihre Ausrichtung. Grob gesagt, standen sich Reformisten und Revolutionäre dabei gegenüber. Um 1910 zeichnete sich ab, dass die reformistischen Strömungen die Oberhand gewinnen würden. 1906 sowie 1914 scheiterten Generalstreiks, was zur Schwächung der Revolutionäre führte.
Im Zuge des Ersten Weltkrieges und den darauffolgenden Jahren verlor der revolutionäre Syndikalismus immer mehr an Einfluss. So kam es in den 1920er Jahren zur Spaltung der CGT, bei der sich die revolutionären Syndikalisten abspalteten und der Einfluss der Kommunisten wuchs. Die Vision der Arbeiterbörsen, eine Gesellschaft und Wirtschaft ohne Staat zu errichten, verlor somit in der französischen Gewerkschaftsbewegung an Bedeutung.

### Der Einfluss der Arbeiterbörsen auf andere Länder
In Deutschland kam es erst nach dem Ersten Weltkrieg zu einer starken Verbreitung des Syndikalismus. Auf dem 12. Syndikalisten-Kongress im Dezember 1919 in Berlin wurden die neuen Prinzipien der FAUD angenommen, bei der die Arbeiterbörse eine zentrale Rolle spielte. Es bildeten sich bis 1922 32 Arbeiterbörsen aus 204 örtlichen Gewerkschaften. Schwerpunkte bildeten dabei das Ruhrgebiet, Mitteldeutschland und die Großstädte.
Bis 1926 wurden sieben Provinzialarbeiterbörsen gebildet, die sich auf einen größeren Raum beziehen.
Von zentraler Bedeutung für die Konzeption der Arbeiterbörsen in Deutschland ist das erstmals 1923 erschienene Buch Das ist Syndikalismus – Die Arbeiterbörsen des Syndikalismus, in dem die Studienkommission der Berliner Arbeiterbörsen maßgebliche Aspekte der Arbeiterbörsen nennt.
In Spanien wurde das Organisationsprinzip der Arbeiterbörsen während der Revolution im Spanischen Bürgerkrieg in einigen Landesteilen verwirklicht.